# Pero lepa
Pero lepa là một loài bướm đêm trong họ Geometridae.